# Південна Тарава
Півде́нна Тара́ва (англ. South Tarawa), або Міська рада Теїнаїна́но (англ. Teinainano Urban Council) — офіційна столиця мікронезійської держави Кірибаті, розташована на атолі Тарава.

## Географія
Атол Тарава, на якому лежить місто, майже пологий, висота над рівнем моря становить 3 м, що робить місто надзвичайно вразливим при стихійних лихах.

## Адміністративний поділ

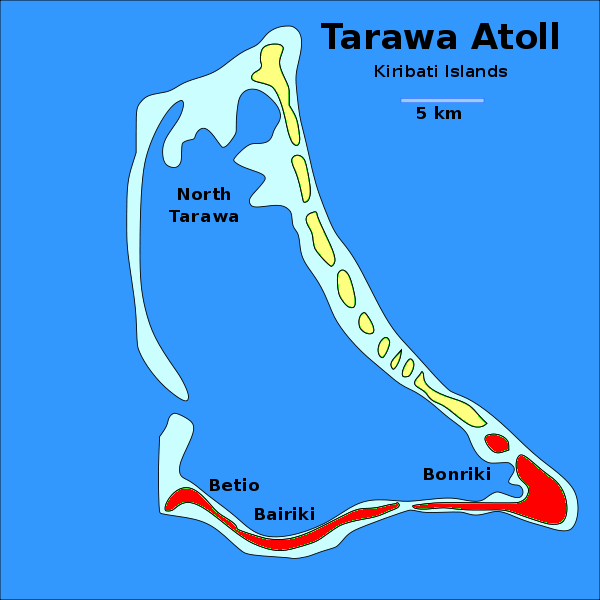
Муніципалітети міста

Південна Тарава складається з чотирьох міських муніципалітетів, у яких містяться різноманітні державні установи й основні підприємства країни: Бетіо (англ. Betio), Баїрикі (англ. Bairiki), Бонрикі (англ. Bonriki), Бікенібеу (англ. Bikenibeu) (всі вони розташовані на однойменних островах).
У Бетіо, найпівденнішому з муніципалітетів, розташований головний порт країни, головна електростанція атола, декілька урядових установ, Морський інститут (англ. The Maritime Training Institute) і декілька комерційних установ.
На острові Баїрикі, що лежить за 3 км від острова Бетіо, містяться головні державні установи країни, серед них резиденція президента, парламент, ряд міністерств, Національний суд Кірибаті, пошта, центральні офіси телекомунікаційних установ та міський ринок.
У муніципалітеті Бонрикі є найбільший у Південній Тараві готель на 60 місць, міністерство освіти, центр підготовки вчителів (англ. The Teachers Training College), національна лікарня.
На острові Бікенібеу, що лежить за 5—7 км від Бонрикі, розташований аеропорт, Міністерство природних ресурсів.
Бонрикі й Бетіо з'єднані великою кількістю дамб.

## Клімат
Місто лежить у зоні екваторіального клімату. Найтепліший місяць — травень з середньою температурою 28,9 °C (84 °F). Найхолодніший місяць — січень, з середньою температурою 28,3 °С (83 °F).
| Клімат Південної Тарави | Клімат Південної Тарави | Клімат Південної Тарави | Клімат Південної Тарави | Клімат Південної Тарави | Клімат Південної Тарави | Клімат Південної Тарави | Клімат Південної Тарави | Клімат Південної Тарави | Клімат Південної Тарави | Клімат Південної Тарави | Клімат Південної Тарави | Клімат Південної Тарави | Клімат Південної Тарави |
| Показник                | Січ.                    | Лют.                    | Бер.                    | Квіт.                   | Трав.                   | Черв.                   | Лип.                    | Серп.                   | Вер.                    | Жовт.                   | Лист.                   | Груд.                   | Рік                     |
| Абсолютний максимум, °C | 45                      | 38                      | 45                      | 39                      | 38                      | 40                      | 40                      | 38                      | 40                      | 36                      | 40                      | 38                      | 45                      |
| Середній максимум, °C   | 30                      | 30                      | 30                      | 30                      | 30                      | 30                      | 30                      | 30                      | 30                      | 30                      | 30                      | 30                      | 30                      |
| Середня температура, °C | 28                      | 28                      | 28                      | 28                      | 28                      | 28                      | 28                      | 28                      | 28                      | 28                      | 28                      | 28                      | 28                      |
| Середній мінімум, °C    | 26                      | 26                      | 26                      | 26                      | 26                      | 26                      | 26                      | 26                      | 26                      | 26                      | 26                      | 26                      | 26                      |
| Абсолютний мінімум, °C  | 22                      | 20                      | 22                      | 18                      | 23                      | 17                      | 17                      | 18                      | 17                      | 12                      | 12                      | 12                      | 12                      |
| Норма опадів, мм        | 270                     | 190                     | 190                     | 170                     | 150                     | 130                     | 160                     | 110                     | 80                      | 80                      | 110                     | 190                     | 1930                    |
| ----------------------- | ----------------------- | ----------------------- | ----------------------- | ----------------------- | ----------------------- | ----------------------- | ----------------------- | ----------------------- | ----------------------- | ----------------------- | ----------------------- | ----------------------- | ----------------------- |
| Джерело: Weatherbase    |                         |                         |                         |                         |                         |                         |                         |                         |                         |                         |                         |                         |                         |

## Населення
Чисельність населення — 40 311 осіб (2005 рік), а це майже половина населення Кірибаті. Щільність населення — 2578 осіб / км².